# إعادة تأهيل قبل الجراحة
إعادة التأهيل قبل الجراحة أو ما قبل التأهيل هو شكل من أشكال الرعاية الصحية الذي يحدث قبل التدخل الطبي أو الجراحي بهدف تقليل الآثار الجانبية  ومضاعفات، وتعزيز التعافي. يمكن أن تتراوح مشاركة الفريق بعدة تخصصات من أخصائيي العلاج الطبيعي وأخصائيي العلاج المهني وأخصائيي الجهاز التنفسي والأطباء والصيدليين وأطباء التخدير وعلماء النفس وأطباء النفسيين وأخصائيي وظائف الأعضاء الرياضية. 
يمكن تطبيق ما قبل التأهيل على الفئات الجراحية التالية:
1. تخصصات الأورام
2. أمراض القلب
3. الجهاز التنفسي
4. أمراض القلب والأوعية الدموية
5. جراحة العظام

يهدف التأهيل قبل الجراحة لزيادة اللياقة البدنية الأساسية قبل الجراحة لتسمح بلياقة بدنية أعلى نسبيًا بعد الجراحة. تُصمم تدخلات التأهيل المسبق بما يتناسب مع حالة المريض، بحيث يمكن حتى لمن يعانون من أمراض مزمنة الحصول على نتائج إيجابية. علي الرغم أن الأدلة البحثية متباينة، لكنها تشير إلى أن التأهيل المسبق يقلل من مدة الإقامة في المستشفى، وبالتالي من خطر الإصابة بالعدوى المكتسبة من المستشفيات مثل الالتهاب الرئوي .
يُنظر أيضًا في استخدام التأهيل المسبق في بعض التدخلات القلبية الوعائية،  كما أنه مفيدًا أيضًا في الوقاية من مضاعفات الرئة، مثل انخماص الرئة، في الجراحة العامة.
بالنسبة لكبار السن الذين يعانون من الهشاشة ويخضعون لجراحة البطن، يمكن لبرامج التأهيل المسبق التي تشمل التمارين الرياضية وتحسين النظام الغذائي والدعم النفسي أن تقلل من مدة الإقامة في المستشفى وتقلل من خطر حدوث مضاعفات خطيرة كالإصابة بالعدوي.

## البحث العلمي
وجدت دراسة تجريبية أجريت عام 2013 حول إعادة التأهيل في جراحة القولون والمستقيم تحسنًا في استرجاع الوظيفة بعد الجراحة، والذي تم قياسه من حيث القدرة على المشي ما بين الأسبوع الرابع والثامن.
ومع ذلك كان الوقت الذي قضاه المريض في المستشفى والمضاعفات بعد الجراحة متشابهين. 
ووفقًا لدراسة أجريت عام 2020 على الرجال الذين ينتظرون جراحة سرطان المسالك البولية، فإن التدريب المتواتى عالي الكثافة قد يحسن من اللياقة القلبية التنفسية في غضون شهر قبل الجراحة.

## المرجع
1. 1 2 3  "Principles and guidance for prehabilitation within the management and support of people with cancer". Macmillan Cancer Support. 30 نوفمبر 2020. مؤرشف من الأصل في 2024-11-08.
2. ↑  Wynter-Blyth, Venetia; Moorthy, Krishna (8 Aug 2017). "Prehabilitation: preparing patients for surgery". BMJ (بالإنجليزية). 358: j3702. DOI:10.1136/bmj.j3702. ISSN:0959-8138. PMID:28790033. S2CID:29658090. Archived from the original on 2024-09-22.
3. ↑  Alkarmi A، Thijssen DH، Albouaini K، وآخرون (يونيو 2010). "Arterial prehabilitation: can exercise induce changes in artery size and function that decrease complications of catheterization?". Sports Medicine. ج. 40 ع. 6: 481–92. DOI:10.2165/11531950-000000000-00000. PMID:20524713. S2CID:24870534.
4. ↑  Jack S، West M، Grocott MP (سبتمبر 2011). "Perioperative exercise training in elderly subjects". Best Practice & Research. Clinical Anaesthesiology. ج. 25 ع. 3: 461–72. DOI:10.1016/j.bpa.2011.07.003. PMID:21925410.
5. ↑  Skořepa, Pavel; Ford, Katherine L.; Alsuwaylihi, Abdulaziz; O'Connor, Dominic; Prado, Carla M.; Gomez, Dhanny; Lobo, Dileep N. (22 Jan 2024). "The impact of prehabilitation on outcomes in frail and high-risk patients undergoing major abdominal surgery: A systematic review and meta-analysis". Clinical Nutrition (بالإنجليزية). 43 (3): 629–648. DOI:10.1016/j.clnu.2024.01.020. Archived from the original on 2024-07-18.
6. ↑  Li C، Carli F، Lee L، وآخرون (أبريل 2013). "Impact of a trimodal prehabilitation program on functional recovery after colorectal cancer surgery: a pilot study". Surgical Endoscopy. ج. 27 ع. 4: 1072–82. DOI:10.1007/s00464-012-2560-5. PMID:23052535. S2CID:9888085. مؤرشف من الأصل في 2024-09-09.
7. ↑  "High-intensity interval training rapidly improves fitness in patients awaiting surgery for urological cancer". NIHR Evidence (Plain English summary) (بالإنجليزية). National Institute for Health and Care Research. 5 Jun 2020. DOI:10.3310/alert_40363. S2CID:242684291. Archived from the original on 2024-12-07.
8. ↑  Blackwell, J. E. M.; Doleman, B.; Boereboom, C. L; Morton, A.; Williams, S.; Atherton, P.; Smith, K.; Williams, J. P.; Phillips, B. E.; Lund, J. N. (10 Mar 2020). "High-intensity interval training produces a significant improvement in fitness in less than 31 days before surgery for urological cancer: a randomised control trial". Prostate Cancer and Prostatic Diseases (بالإنجليزية). 23 (4): 696–704. DOI:10.1038/s41391-020-0219-1. ISSN:1365-7852. PMC:7655502. PMID:32157250.